# Remo nos Jogos Pan-Americanos de 2023 - Skiff duplo peso leve feminino
A competição do skiff duplo peso leve feminino do remo nos Jogos Pan-Americanos de 2023 foi disputada entre 22 e 24 de outubro de 2023 na Lagoa Grande, em San Pedro de la Paz. Um total de 18 remadoras de 9 Comitês Olímpicos Nacionais (CON) participaram do evento.

## Calendário
Horário local (UTC−3).
| Data          | Hora | Fase          |
| ------------- | ---- | ------------- |
| 22 de outubro | 9:50 | Eliminatórias |
| 23 de outubro | 8:00 | Repescagem    |
| 24 de outubro | 9:20 | Final B       |
| 24 de outubro | 9:40 | Final A       |

## Medalhistas
| Ouro   | CHI Antonia Liewald e Isidora Niemeyer |
| Prata  | USA Elizabeth Martin e Mary Wilson     |
| Bronze | ARG Sonia Baluzzo e Evelyn Silvestro   |

## Resultados

### Eliminatórias
As duas primeiras de cada bateria se classificam à Final A, as restantes disputam a repescagem.
Bateria 1
| Pos. | Remadoras                          | CON                | Tempo   | Notas |
| ---- | ---------------------------------- | ------------------ | ------- | ----- |
| 1    | Antonia Liewald Isidora Niemeyer   | CHI Chile          | 7:15.42 | FA    |
| 2    | Elizabeth Martin Mary Wilson       | USA Estados Unidos | 7:17.32 | FA    |
| 3    | Adriana Sanabria Rocío Bordón      | PAR Paraguai       | 7:21.34 | R     |
| 4    | Alessia Palacios Valeria Palacios  | PER Peru           | 7:29.70 | R     |
| 5    | Melissa Márquez Daniela Altamirano | MEX México         | 7:32.09 | R     |

Bateria 2
| Pos. | Remadoras                       | CON                                 | Tempo   | Notas |
| ---- | ------------------------------- | ----------------------------------- | ------- | ----- |
| 1    | Sonia Baluzzo Evelyn Silvestro  | ARG Argentina                       | 7:19.55 | FA    |
| 2    | Tatiana Seijas Nicole Yarzon    | URU Uruguai                         | 7:23.28 | FA    |
| 3    | Antônia Motta Isabelle Camargos | BRA Brasil                          | 7:26.15 | R     |
| 4    | Lesli González Yulisa López     | EAI Equipe de Atletas Independentes | 7:51.82 | R     |

### Repescagem
As duas primeiras da repescagem se classificam à Final A, as restantes disputam a Final B (fora da chance por medalhas).
| Pos. | Remadoras                          | CON                                 | Tempo   | Notas |
| ---- | ---------------------------------- | ----------------------------------- | ------- | ----- |
| 1    | Adriana Sanabria Rocío Bordón      | PAR Paraguai                        | 7:20.03 | FA    |
| 2    | Alessia Palacios Valeria Palacios  | PER Peru                            | 7:22.13 | FA    |
| 3    | Melissa Márquez Daniela Altamirano | MEX México                          | 7:28.70 | FB    |
| 4    | Antônia Motta Isabelle Camargos    | BRA Brasil                          | 7:30.23 | FB    |
| 5    | Lesli González Yulisa López        | EAI Equipe de Atletas Independentes | 7:44.67 | FB    |

### Finais
As regatas finais definem as posições de todas as remadoras. Na Final A são decididas as medalhistas.
Final B
| Pos. | Remadoras                          | CON                                 | Tempo   | Notas |
| ---- | ---------------------------------- | ----------------------------------- | ------- | ----- |
| 7    | Antônia Motta Isabelle Camargos    | BRA Brasil                          | 7:30.05 |       |
| 8    | Melissa Márquez Daniela Altamirano | MEX México                          | 7:32.74 |       |
| 9    | Lesli González Yulisa López        | EAI Equipe de Atletas Independentes | 7:45.68 |       |

Final A
| Pos.              | Remadoras                         | CON                | Tempo   | Notas |
| ----------------- | --------------------------------- | ------------------ | ------- | ----- |
| Medalha de ouro   | Antonia Liewald Isidora Niemeyer  | CHI Chile          | 7:11.70 |       |
| Medalha de prata  | Elizabeth Martin Mary Wilson      | USA Estados Unidos | 7:14.54 |       |
| Medalha de bronze | Sonia Baluzzo Evelyn Silvestro    | ARG Argentina      | 7:15.27 |       |
| 4                 | Adriana Sanabria Rocío Bordón     | PAR Paraguai       | 7:18.33 |       |
| 5                 | Alessia Palacios Valeria Palacios | PER Peru           | 7:21.38 |       |
| 6                 | Tatiana Seijas Nicole Yarzon      | URU Uruguai        | 7:26.27 |       |